# Praça do Marquês de Pombal
Praça do Marquês de Pombal – ważne rondo (plac) w Lizbonie, w Portugalii. Znajduje się między Avenida da Liberdade (Aleja Wolności) i parkiem Edwarda VII w byłej parafii Coração de Jesus, w dzielnicy Santo António.
Plac jest punktem początkowym dla różnych ważnych arterii: Liberdade, Duque de Loulé i Fontes Pereira de Melo, a także ulic Braamcamp i Joaquim António de Aguiar.
Jego nazwa nawiązuje do Sebastião José de Carvalho e Melo, 1. markiza Pombal, 1. hrabiego Oeiras, potężnego premierem, który rządził Portugalią od 1750 do 1777. W środku ronda jest duża kolumna poświęcona niemu, wybudowana w latach 1917-1934, a zaprojektowana przez Adães Bermudesa, António Couto i Francisco Santosa. Brązowy posąg markiza znajduje się na górze, z lwem - symbolem władzy u jego boku. Markiz pokazany jest patrzący w kierunku dzielnicy Baixa, obszaru Lizbony, który został przebudowany pod jego kierunkiem po katastrofalnym trzęsieniu ziemi w Lizbonie w 1755.
Niebieska i żółta linia (Azul i Amarela) metra w Lizbonie (Metropolitano de Lisboa) posiada tutaj swoją stację Marquês de Pombal, która została otwarta w marcu 1998 roku. Osiemnaście linii autobusowych Carris, obsługuje także plac.